# حاجت (مرزیفون)
حاجت (به ترکی استانبولی: Hacet) یک منطقهٔ مسکونی در ترکیه است که در مرزیفون واقع شده‌است. حاجت ۳۴ نفر جمعیت دارد.